# Élections municipales de 2014 dans le Jura
Les élections municipales se sont déroulées les 23 et 30 mars 2014 dans le Jura.

## Maires sortants et maires élus
La droite conserve la majorité dans le département en se maintenant aisément à Lons-le-Saunier. La gauche recule en cédant Dole, tandis que les communistes perdent Saint-Claude face à l'ancien maire sortant divers-droite, Jean-Louis Millet. Elle remporte cependant un succès à Montmorot face aux centristes. Remportant Moirans-en-Montagne face aux ruralistes, l'UDI se maintient à Arbois et Les Rousses.  
| Commune             | Population | Maire sortant         | Parti | Parti | Maire élu              | Parti | Parti |
| ------------------- | ---------- | --------------------- | ----- | ----- | ---------------------- | ----- | ----- |
| Arbois              | 3 547      | Bernard Amiens        |       | UDI   | Bernard Amiens         |       | UDI   |
| Champagnole         | 8 058      | Clément Pernot        |       | UMP   | Clément Pernot         |       | UMP   |
| Damparis            | 2 773      | Michel Giniès         |       | DVG   | Michel Giniès          |       | DVG   |
| Dole                | 24 009     | Jean-Claude Wambst    |       | PS    | Jean-Marie Sermier     |       | UMP   |
| Les Rousses         | 3 150      | Bernard Mamet         |       | UDI   | Bernard Mamet          |       | UDI   |
| Lons-le-Saunier     | 17 496     | Jacques Pélissard     |       | UMP   | Jacques Pélissard      |       | UMP   |
| Moirans-en-Montagne | 2 287      | Jean Burdeyron        |       | CPNT  | Serge Lacroix          |       | UDI   |
| Montmorot           | 3 050      | Robert Choulot        |       | UDI   | André Barbarin         |       | DVG   |
| Morbier             | 2 268      | Daniel Flamand        |       | DVG   | Daniel Flamand         |       | DVG   |
| Morez               | 5 068      | Jean-Paul Salino      |       | UMP   | Laurent Petit          |       | UMP   |
| Poligny             | 4 209      | Dominique Bonnet      |       | UMP   | Dominique Bonnet       |       | UMP   |
| Saint-Amour         | 2 400      | Gérard Jacquier       |       | DVG   | Thierry Faivre-Pierret |       | DVG   |
| Saint-Claude        | 10 690     | Francis Lahaut        |       | PCF   | Jean-Louis Millet      |       | DVD   |
| Saint-Lupicin       | 2 127      | Alain Waille          |       | PS    | Alain Waille           |       | PS    |
| Salins-les-Bains    | 2 864      | Claude Jourdant       |       | DVD   | Gilles Beder           |       | DVD   |
| Tavaux              | 4 113      | Jean-Michel Daubigney |       | DVD   | Jean-Michel Daubigney  |       | DVD   |

## Résultats en nombre de maires
| Étiquette    | Étiquette                            | Maires sortants | Maires élus | Évolution     |
| ------------ | ------------------------------------ | --------------- | ----------- | ------------- |
|              | Union pour un mouvement populaire    | 4               | 5           | 1             |
|              | Union des démocrates et indépendants | 3               | 3           | en stagnation |
|              | Divers droite                        | 2               | 3           | 1             |
|              | Chasse, pêche, nature et traditions  | 1               | 0           | 1             |
| Total droite | Total droite                         | 10              | 11          | 1             |
|              | Divers gauche                        | 3               | 4           | 1             |
|              | Parti socialiste                     | 2               | 1           | 1             |
|              | Parti communiste français            | 1               | 0           | 1             |
| Total gauche | Total gauche                         | 6               | 5           | 1             |
| Total        | Total                                | 16              | 16          | en stagnation |

## Résultats dans les communes de plus de1 000 habitants

### Arbois
- Maire sortant : Bernard Amiens (UDI)
- 27 sièges à pourvoir au conseil municipal (population légale 2011 : 3 547 habitants)
- 15 sièges à pourvoir au conseil communautaire (CC Arbois, Poligny, Salins, Cœur du Jura)

|                          | Bernard Amiens * | UDI            | 1 208 | 69,70  | 23 | 13 |  |  |
|                          | Gilles Masuyer   | DVG            | 525   | 30,29  | 4  | 2  |  |  |
|                          |                  |                |       |        |    |    |  |  |
| Inscrits                 | Inscrits         | Inscrits       | 2 514 | 100,00 |    |    |  |  |
| Abstentions              | Abstentions      | Abstentions    | 697   | 27,72  |    |    |  |  |
| Votants                  | Votants          | Votants        | 1 817 | 72,28  |    |    |  |  |
| Blancs et nuls           | Blancs et nuls   | Blancs et nuls | 84    | 4,62   |    |    |  |  |
| Exprimés                 | Exprimés         | Exprimés       | 1 733 | 95,38  |    |    |  |  |
| * Liste du maire sortant |                  |                |       |        |    |    |  |  |

### Arinthod
- Maire sortant : Jean-Charles Grosdidier (DVD)
- 15 sièges à pourvoir au conseil municipal (population légale 2011 : 1 143 habitants)
- 4 sièges à pourvoir au conseil communautaire (CC Terre d'Émeraude Communauté)

|                          | Jean-Charles Grosdidier * | DVD            | 315 | 100,00 | 15 | 4 |  |  |
|                          |                           |                |     |        |    |   |  |  |
| Inscrits                 | Inscrits                  | Inscrits       | 743 | 100,00 |    |   |  |  |
| Abstentions              | Abstentions               | Abstentions    | 294 | 39,57  |    |   |  |  |
| Votants                  | Votants                   | Votants        | 449 | 60,43  |    |   |  |  |
| Blancs et nuls           | Blancs et nuls            | Blancs et nuls | 134 | 29,84  |    |   |  |  |
| Exprimés                 | Exprimés                  | Exprimés       | 315 | 70,16  |    |   |  |  |
| * Liste du maire sortant |                           |                |     |        |    |   |  |  |

### Beaufort
- Maire sortant : Jean Franchi (DVD)
- 15 sièges à pourvoir au conseil municipal (population légale 2011 : 1 041 habitants)
- 4 sièges à pourvoir au conseil communautaire (CC Porte du Jura)

|                          | Jean Franchi * | DVD            | 352 | 100,00 | 15 | 4 |  |  |
|                          |                |                |     |        |    |   |  |  |
| Inscrits                 | Inscrits       | Inscrits       | 810 | 100,00 |    |   |  |  |
| Abstentions              | Abstentions    | Abstentions    | 331 | 40,86  |    |   |  |  |
| Votants                  | Votants        | Votants        | 479 | 59,14  |    |   |  |  |
| Blancs et nuls           | Blancs et nuls | Blancs et nuls | 127 | 26,51  |    |   |  |  |
| Exprimés                 | Exprimés       | Exprimés       | 352 | 73,49  |    |   |  |  |
| * Liste du maire sortant |                |                |     |        |    |   |  |  |

### Bletterans
- Maire sortant : François Perrodin (DVD)
- 15 sièges à pourvoir au conseil municipal (population légale 2011 : 1 415 habitants)
- 5 sièges à pourvoir au conseil communautaire (CC Bresse Haute Seille)

|                          | François Perrodin * | DVD            | 429 | 63,93  | 13 | 4 |  |  |
|                          | Dominique Mean      | DVD            | 242 | 36,06  | 2  | 1 |  |  |
|                          |                     |                |     |        |    |   |  |  |
| Inscrits                 | Inscrits            | Inscrits       | 930 | 100,00 |    |   |  |  |
| Abstentions              | Abstentions         | Abstentions    | 233 | 25,05  |    |   |  |  |
| Votants                  | Votants             | Votants        | 697 | 74,95  |    |   |  |  |
| Blancs et nuls           | Blancs et nuls      | Blancs et nuls | 26  | 3,73   |    |   |  |  |
| Exprimés                 | Exprimés            | Exprimés       | 671 | 96,27  |    |   |  |  |
| * Liste du maire sortant |                     |                |     |        |    |   |  |  |

### Bois-d'Amont
- Maire sortant : François Godin (UDI)
- 19 sièges à pourvoir au conseil municipal (population légale 2011 : 1 669 habitants)
- 6 sièges à pourvoir au conseil communautaire (CC de la Station des Rousses-Haut-Jura)

|                          | François Godin *     | UDI            | 454   | 52,91  | 15 | 5 |  |  |
|                          | Pierre-Albert Vandel | DVD            | 404   | 47,08  | 4  | 1 |  |  |
|                          |                      |                |       |        |    |   |  |  |
| Inscrits                 | Inscrits             | Inscrits       | 1 269 | 100,00 |    |   |  |  |
| Abstentions              | Abstentions          | Abstentions    | 381   | 30,02  |    |   |  |  |
| Votants                  | Votants              | Votants        | 888   | 69,98  |    |   |  |  |
| Blancs et nuls           | Blancs et nuls       | Blancs et nuls | 30    | 3,38   |    |   |  |  |
| Exprimés                 | Exprimés             | Exprimés       | 858   | 96,62  |    |   |  |  |
| * Liste du maire sortant |                      |                |       |        |    |   |  |  |

### Champagnole
- Maire sortant : Clément Pernot (UMP)
- 29 sièges à pourvoir au conseil municipal (population légale 2011 : 8 058 habitants)
- 21 sièges à pourvoir au conseil communautaire (CC Champagnole Nozeroy Jura)

|                          | Clément Pernot *  | UMP            | 2 502 | 69,77  | 25 | 18 |  |  |
|                          | Jean-Louis Duprez | PS             | 1 084 | 30,22  | 4  | 3  |  |  |
|                          |                   |                |       |        |    |    |  |  |
| Inscrits                 | Inscrits          | Inscrits       | 5 876 | 100,00 |    |    |  |  |
| Abstentions              | Abstentions       | Abstentions    | 2 057 | 35,01  |    |    |  |  |
| Votants                  | Votants           | Votants        | 3 819 | 64,99  |    |    |  |  |
| Blancs et nuls           | Blancs et nuls    | Blancs et nuls | 233   | 6,10   |    |    |  |  |
| Exprimés                 | Exprimés          | Exprimés       | 3 586 | 93,90  |    |    |  |  |
| * Liste du maire sortant |                   |                |       |        |    |    |  |  |

### Champvans
- Maire sortant : Dominique Michaud (DVD)
- 15 sièges à pourvoir au conseil municipal (population légale 2011 : 1 336 habitants)
- 2 sièges à pourvoir au conseil communautaire (CA Grand Dole)

|                          | Dominique Michaud * | DVD            | 499   | 100,00 | 15 | 2 |  |  |
|                          |                     |                |       |        |    |   |  |  |
| Inscrits                 | Inscrits            | Inscrits       | 1 045 | 100,00 |    |   |  |  |
| Abstentions              | Abstentions         | Abstentions    | 414   | 39,62  |    |   |  |  |
| Votants                  | Votants             | Votants        | 631   | 60,38  |    |   |  |  |
| Blancs et nuls           | Blancs et nuls      | Blancs et nuls | 132   | 20,92  |    |   |  |  |
| Exprimés                 | Exprimés            | Exprimés       | 499   | 79,08  |    |   |  |  |
| * Liste du maire sortant |                     |                |       |        |    |   |  |  |

### Chaussin
- Maire sortant : Danièle Ponsot (PS)
- 19 sièges à pourvoir au conseil municipal (population légale 2011 : 1 637 habitants)
- 5 sièges à pourvoir au conseil communautaire (CC de la Plaine Jurassienne)

| Tête de liste            | Tête de liste    | Liste          | Premier tour | Premier tour | Second tour | Second tour | Sièges | Sièges |
| Tête de liste            | Tête de liste    | Liste          | Voix         | %            | Voix        | %           | CM     | CC     |
| ------------------------ | ---------------- | -------------- | ------------ | ------------ | ----------- | ----------- | ------ | ------ |
|                          | Chantal Torck    | UMP            | 357          | 41,85        | 389         | 44,71       | 14     | 4      |
|                          | Danièle Ponsot * | PS             | 265          | 31,06        | 258         | 29,65       | 3      | 1      |
|                          | Jean Bosc        | DVG            | 231          | 27,08        | 223         | 25,63       | 2      |        |
|                          |                  |                |              |              |             |             |        |        |
| Inscrits                 | Inscrits         | Inscrits       | 1 050        | 100,00       | 1 050       | 100,00      |        |        |
| Abstentions              | Abstentions      | Abstentions    | 167          | 15,90        | 169         | 16,10       |        |        |
| Votants                  | Votants          | Votants        | 883          | 84,10        | 881         | 83,90       |        |        |
| Blancs et nuls           | Blancs et nuls   | Blancs et nuls | 30           | 3,40         | 11          | 1,25        |        |        |
| Exprimés                 | Exprimés         | Exprimés       | 853          | 96,60        | 870         | 98,75       |        |        |
| * Liste du maire sortant |                  |                |              |              |             |             |        |        |

### Choisey
- Maire sortant : Patrice Guibelin (DVD)
- 15 sièges à pourvoir au conseil municipal (population légale 2011 : 1 061 habitants)
- 2 sièges à pourvoir au conseil communautaire (CA Grand Dole)

|                | Jean-Claude Lab | DVD            | 297 | 60,73  | 12 | 2 |  |  |
|                | Chantal Petiot  | DVD            | 192 | 39,26  | 3  |   |  |  |
|                |                 |                |     |        |    |   |  |  |
| Inscrits       | Inscrits        | Inscrits       | 735 | 100,00 |    |   |  |  |
| Abstentions    | Abstentions     | Abstentions    | 218 | 29,66  |    |   |  |  |
| Votants        | Votants         | Votants        | 517 | 70,34  |    |   |  |  |
| Blancs et nuls | Blancs et nuls  | Blancs et nuls | 28  | 5,42   |    |   |  |  |
| Exprimés       | Exprimés        | Exprimés       | 489 | 94,58  |    |   |  |  |

### Clairvaux-les-Lacs
- Maire sortant : Alain Panseri (DVG)
- 15 sièges à pourvoir au conseil municipal (population légale 2011 : 1 417 habitants)
- 5 sièges à pourvoir au conseil communautaire (CC Terre d'Émeraude Communauté)

| Tête de liste            | Tête de liste   | Liste          | Premier tour | Premier tour | Second tour | Second tour | Sièges | Sièges |
| Tête de liste            | Tête de liste   | Liste          | Voix         | %            | Voix        | %           | CM     | CC     |
| ------------------------ | --------------- | -------------- | ------------ | ------------ | ----------- | ----------- | ------ | ------ |
|                          | Alain Panseri * | DVG            | 364          | 49,18        | 397         | 52,79       | 12     | 4      |
|                          | Denis Bariod    | DVD            | 272          | 36,75        | 355         | 47,20       | 3      | 1      |
|                          | Hervé Ripart    | DVD            | 104          | 14,05        |             |             |        |        |
|                          |                 |                |              |              |             |             |        |        |
| Inscrits                 | Inscrits        | Inscrits       | 1 055        | 100,00       | 1 055       | 100,00      |        |        |
| Abstentions              | Abstentions     | Abstentions    | 286          | 27,11        | 276         | 26,16       |        |        |
| Votants                  | Votants         | Votants        | 769          | 72,89        | 779         | 73,84       |        |        |
| Blancs et nuls           | Blancs et nuls  | Blancs et nuls | 29           | 3,77         | 27          | 3,47        |        |        |
| Exprimés                 | Exprimés        | Exprimés       | 740          | 96,23        | 752         | 96,53       |        |        |
| * Liste du maire sortant |                 |                |              |              |             |             |        |        |

### Cousance
- Maire sortant : Michel Troupel (DVG)
- 15 sièges à pourvoir au conseil municipal (population légale 2011 : 1 237 habitants)
- 5 sièges à pourvoir au conseil communautaire (CC Porte du Jura)

| Tête de liste  | Tête de liste       | Liste          | Premier tour | Premier tour | Second tour | Second tour | Sièges | Sièges |
| Tête de liste  | Tête de liste       | Liste          | Voix         | %            | Voix        | %           | CM     | CC     |
| -------------- | ------------------- | -------------- | ------------ | ------------ | ----------- | ----------- | ------ | ------ |
|                | Christian Bretin    | DVG            | 226          | 37,47        | 252         | 39,13       | 11     | 4      |
|                | Jean-Claude Barbier | DVG            | 200          | 33,16        | 217         | 33,69       | 2      | 1      |
|                | Yves Chauvin        | UDI            | 177          | 29,35        | 175         | 27,17       | 2      |        |
|                |                     |                |              |              |             |             |        |        |
| Inscrits       | Inscrits            | Inscrits       | 889          | 100,00       | 889         | 100,00      |        |        |
| Abstentions    | Abstentions         | Abstentions    | 267          | 30,03        | 231         | 25,98       |        |        |
| Votants        | Votants             | Votants        | 622          | 69,97        | 658         | 74,02       |        |        |
| Blancs et nuls | Blancs et nuls      | Blancs et nuls | 19           | 3,05         | 14          | 2,13        |        |        |
| Exprimés       | Exprimés            | Exprimés       | 603          | 96,95        | 644         | 97,87       |        |        |

### Damparis
- Maire sortant : Michel Giniès (DVG)
- 23 sièges à pourvoir au conseil municipal (population légale 2011 : 2 773 habitants)
- 5 sièges à pourvoir au conseil communautaire (CA Grand Dole)

|                          | Michel Giniès *       | DVG            | 863   | 67,15  | 20 | 5 |  |  |
|                          | Maria Del Mar Gravier | DVD            | 422   | 32,84  | 3  |   |  |  |
|                          |                       |                |       |        |    |   |  |  |
| Inscrits                 | Inscrits              | Inscrits       | 2 178 | 100,00 |    |   |  |  |
| Abstentions              | Abstentions           | Abstentions    | 820   | 37,65  |    |   |  |  |
| Votants                  | Votants               | Votants        | 1 358 | 62,35  |    |   |  |  |
| Blancs et nuls           | Blancs et nuls        | Blancs et nuls | 73    | 5,38   |    |   |  |  |
| Exprimés                 | Exprimés              | Exprimés       | 1 285 | 94,62  |    |   |  |  |
| * Liste du maire sortant |                       |                |       |        |    |   |  |  |

### Dampierre
- Maire sortant : Grégoire Durant (DVG)
- 15 sièges à pourvoir au conseil municipal (population légale 2011 : 1 209 habitants)
- 4 sièges à pourvoir au conseil communautaire (CC Jura Nord)

|                | Josette Paillard | DVG            | 382 | 100,00 | 15 | 4 |  |  |
|                |                  |                |     |        |    |   |  |  |
| Inscrits       | Inscrits         | Inscrits       | 790 | 100,00 |    |   |  |  |
| Abstentions    | Abstentions      | Abstentions    | 322 | 40,76  |    |   |  |  |
| Votants        | Votants          | Votants        | 468 | 59,24  |    |   |  |  |
| Blancs et nuls | Blancs et nuls   | Blancs et nuls | 86  | 18,38  |    |   |  |  |
| Exprimés       | Exprimés         | Exprimés       | 382 | 81,62  |    |   |  |  |

### Deschaux (Le)
- Maire sortant : Patrick Jacquot (DVD)
- 15 sièges à pourvoir au conseil municipal (population légale 2011 : 1 011 habitants)
- 1 sièges à pourvoir au conseil communautaire (CA Grand Dole)

|                          | Patrick Jacquot * | DVD            | 354 | 100,00 | 15 | 1 |  |  |
|                          |                   |                |     |        |    |   |  |  |
| Inscrits                 | Inscrits          | Inscrits       | 717 | 100,00 |    |   |  |  |
| Abstentions              | Abstentions       | Abstentions    | 290 | 40,45  |    |   |  |  |
| Votants                  | Votants           | Votants        | 427 | 59,55  |    |   |  |  |
| Blancs et nuls           | Blancs et nuls    | Blancs et nuls | 73  | 17,10  |    |   |  |  |
| Exprimés                 | Exprimés          | Exprimés       | 354 | 82,90  |    |   |  |  |
| * Liste du maire sortant |                   |                |     |        |    |   |  |  |

### Dole
- Maire sortant : Jean-Claude Wambst (PS)
- 35 sièges à pourvoir au conseil municipal (population légale 2011 : 24 009 habitants)
- 35 sièges à pourvoir au conseil communautaire (CA Grand Dole)

|                          | Jean-Marie Sermier   | UMP            | 5 354  | 56,45  | 28 | 28 |  |  |
|                          | Jean-Claude Wambst * | PS             | 2 455  | 25,88  | 5  | 5  |  |  |
|                          | Jean Bordat          | MoDem          | 701    | 7,39   | 1  | 1  |  |  |
|                          | Alain Vuillaume      | PCF            | 690    | 7,27   | 1  | 1  |  |  |
|                          | Dominique Revoy      | LO             | 283    | 2,98   |    |    |  |  |
|                          |                      |                |        |        |    |    |  |  |
| Inscrits                 | Inscrits             | Inscrits       | 15 896 | 100,00 |    |    |  |  |
| Abstentions              | Abstentions          | Abstentions    | 6 053  | 38,08  |    |    |  |  |
| Votants                  | Votants              | Votants        | 9 843  | 61,92  |    |    |  |  |
| Blancs et nuls           | Blancs et nuls       | Blancs et nuls | 360    | 3,66   |    |    |  |  |
| Exprimés                 | Exprimés             | Exprimés       | 9 483  | 96,34  |    |    |  |  |
| * Liste du maire sortant |                      |                |        |        |    |    |  |  |

### Foncine-le-Haut
- Maire sortant : Gilbert Blondeau (UMP)
- 15 sièges à pourvoir au conseil municipal (population légale 2011 : 1 020 habitants)
- 2 sièges à pourvoir au conseil communautaire (CC Champagnole Nozeroy Jura)

|                          | Gilbert Blondeau * | UMP            | 391 | 100,00 | 15 | 2 |  |  |
|                          |                    |                |     |        |    |   |  |  |
| Inscrits                 | Inscrits           | Inscrits       | 841 | 100,00 |    |   |  |  |
| Abstentions              | Abstentions        | Abstentions    | 313 | 37,22  |    |   |  |  |
| Votants                  | Votants            | Votants        | 528 | 62,78  |    |   |  |  |
| Blancs et nuls           | Blancs et nuls     | Blancs et nuls | 137 | 25,95  |    |   |  |  |
| Exprimés                 | Exprimés           | Exprimés       | 391 | 74,05  |    |   |  |  |
| * Liste du maire sortant |                    |                |     |        |    |   |  |  |

### Foucherans
- Maire sortant : Félix Macard (DVD)
- 19 sièges à pourvoir au conseil municipal (population légale 2011 : 1 961 habitants)
- 3 sièges à pourvoir au conseil communautaire (CA Grand Dole)

|                          | Félix Macard *    | DVD            | 753   | 77,86  | 17 | 3 |  |  |
|                          | Patrick Bourgeois | DVD            | 214   | 22,13  | 2  |   |  |  |
|                          |                   |                |       |        |    |   |  |  |
| Inscrits                 | Inscrits          | Inscrits       | 1 387 | 100,00 |    |   |  |  |
| Abstentions              | Abstentions       | Abstentions    | 376   | 27,11  |    |   |  |  |
| Votants                  | Votants           | Votants        | 1 011 | 72,89  |    |   |  |  |
| Blancs et nuls           | Blancs et nuls    | Blancs et nuls | 44    | 4,35   |    |   |  |  |
| Exprimés                 | Exprimés          | Exprimés       | 967   | 95,65  |    |   |  |  |
| * Liste du maire sortant |                   |                |       |        |    |   |  |  |

### Fraisans
- Maire sortant : Christian Girod (DVG)
- 15 sièges à pourvoir au conseil municipal (population légale 2011 : 1 232 habitants)
- 4 sièges à pourvoir au conseil communautaire (CC Jura Nord)

|                          | Christian Girod * | DVG            | 308 | 100,00 | 15 | 4 |  |  |
|                          |                   |                |     |        |    |   |  |  |
| Inscrits                 | Inscrits          | Inscrits       | 738 | 100,00 |    |   |  |  |
| Abstentions              | Abstentions       | Abstentions    | 324 | 43,90  |    |   |  |  |
| Votants                  | Votants           | Votants        | 414 | 56,10  |    |   |  |  |
| Blancs et nuls           | Blancs et nuls    | Blancs et nuls | 106 | 25,60  |    |   |  |  |
| Exprimés                 | Exprimés          | Exprimés       | 308 | 74,40  |    |   |  |  |
| * Liste du maire sortant |                   |                |     |        |    |   |  |  |

### Lavans-lès-Saint-Claude
- Maire sortant : Philippe Passot (DVG)
- 19 sièges à pourvoir au conseil municipal (population légale 2011 : 1 891 habitants)
- 4 sièges à pourvoir au conseil communautaire (CC Haut-Jura Saint-Claude)

|                          | Philippe Passot * | DVG            | 444   | 100,00 | 19 | 4 |  |  |
|                          |                   |                |       |        |    |   |  |  |
| Inscrits                 | Inscrits          | Inscrits       | 1 208 | 100,00 |    |   |  |  |
| Abstentions              | Abstentions       | Abstentions    | 600   | 49,67  |    |   |  |  |
| Votants                  | Votants           | Votants        | 608   | 50,33  |    |   |  |  |
| Blancs et nuls           | Blancs et nuls    | Blancs et nuls | 164   | 26,97  |    |   |  |  |
| Exprimés                 | Exprimés          | Exprimés       | 444   | 73,03  |    |   |  |  |
| * Liste du maire sortant |                   |                |       |        |    |   |  |  |

### Longchaumois
- Maire sortant : Jean-Gabriel Nast (UMP)
- 15 sièges à pourvoir au conseil municipal (population légale 2011 : 1 159 habitants)
- 3 sièges à pourvoir au conseil communautaire (CC Haut-Jura Arcade)

|                          | Jean-Gabriel Nast * | UMP            | 372 | 100,00 | 15 | 3 |  |  |
|                          |                     |                |     |        |    |   |  |  |
| Inscrits                 | Inscrits            | Inscrits       | 944 | 100,00 |    |   |  |  |
| Abstentions              | Abstentions         | Abstentions    | 441 | 46,72  |    |   |  |  |
| Votants                  | Votants             | Votants        | 503 | 53,28  |    |   |  |  |
| Blancs et nuls           | Blancs et nuls      | Blancs et nuls | 131 | 26,04  |    |   |  |  |
| Exprimés                 | Exprimés            | Exprimés       | 372 | 73,96  |    |   |  |  |
| * Liste du maire sortant |                     |                |     |        |    |   |  |  |

### Lons-le-Saunier
- Maire sortant : Jacques Pélissard (UMP)
- 33 sièges à pourvoir au conseil municipal (population légale 2011 : 17 496 habitants)
- 19 sièges à pourvoir au conseil communautaire (CA Espace communautaire Lons Agglomération)

|                          | Jacques Pélissard * | UMP            | 3 903  | 56,15  | 27 | 16 |  |  |
|                          | Marc-Henri Duvernet | PS             | 2 235  | 32,15  | 5  | 3  |  |  |
|                          | Thierry Gaffiot     | PCF            | 570    | 8,20   | 1  |    |  |  |
|                          | Bernard Roux        | DVD            | 243    | 3,49   |    |    |  |  |
|                          |                     |                |        |        |    |    |  |  |
| Inscrits                 | Inscrits            | Inscrits       | 11 995 | 100,00 |    |    |  |  |
| Abstentions              | Abstentions         | Abstentions    | 4 827  | 40,24  |    |    |  |  |
| Votants                  | Votants             | Votants        | 7 168  | 59,76  |    |    |  |  |
| Blancs et nuls           | Blancs et nuls      | Blancs et nuls | 217    | 3,03   |    |    |  |  |
| Exprimés                 | Exprimés            | Exprimés       | 6 951  | 96,97  |    |    |  |  |
| * Liste du maire sortant |                     |                |        |        |    |    |  |  |

### Macornay
- Maire sortant : Michel Fischer (DVG)
- 15 sièges à pourvoir au conseil municipal (population légale 2011 : 1 010 habitants)
- 5 sièges à pourvoir au conseil communautaire (CA Espace communautaire Lons Agglomération)

|                          | Michel Fischer * | DVG            | 407 | 100,00 | 15 | 5 |  |  |
|                          |                  |                |     |        |    |   |  |  |
| Inscrits                 | Inscrits         | Inscrits       | 807 | 100,00 |    |   |  |  |
| Abstentions              | Abstentions      | Abstentions    | 298 | 36,93  |    |   |  |  |
| Votants                  | Votants          | Votants        | 509 | 63,07  |    |   |  |  |
| Blancs et nuls           | Blancs et nuls   | Blancs et nuls | 102 | 20,04  |    |   |  |  |
| Exprimés                 | Exprimés         | Exprimés       | 407 | 79,96  |    |   |  |  |
| * Liste du maire sortant |                  |                |     |        |    |   |  |  |

### Moirans-en-Montagne
- Maire sortant : Jean Burdeyron (CPNT)
- 19 sièges à pourvoir au conseil municipal (population légale 2011 : 2 287 habitants)
- 8 sièges à pourvoir au conseil communautaire (CC Terre d'Émeraude Communauté)

|                          | Serge Lacroix    | UDI            | 563   | 61,19  | 16 | 7 |  |  |
|                          | Jean Burdeyron * | CPNT           | 357   | 38,80  | 3  | 1 |  |  |
|                          |                  |                |       |        |    |   |  |  |
| Inscrits                 | Inscrits         | Inscrits       | 1 283 | 100,00 |    |   |  |  |
| Abstentions              | Abstentions      | Abstentions    | 333   | 25,95  |    |   |  |  |
| Votants                  | Votants          | Votants        | 950   | 74,05  |    |   |  |  |
| Blancs et nuls           | Blancs et nuls   | Blancs et nuls | 30    | 3,16   |    |   |  |  |
| Exprimés                 | Exprimés         | Exprimés       | 920   | 96,84  |    |   |  |  |
| * Liste du maire sortant |                  |                |       |        |    |   |  |  |

### Mont-sous-Vaudrey
- Maire sortant : Bernard Fraizier (DVD)
- 15 sièges à pourvoir au conseil municipal (population légale 2011 : 1 260 habitants)
- 4 sièges à pourvoir au conseil communautaire (CC du Val d'Amour)

|                          | Bernard Fraizier * | DVD            | 443 | 65,92  | 13 | 4 |  |  |
|                          | Jacques Martin     | DVD            | 229 | 34,07  | 2  |   |  |  |
|                          |                    |                |     |        |    |   |  |  |
| Inscrits                 | Inscrits           | Inscrits       | 861 | 100,00 |    |   |  |  |
| Abstentions              | Abstentions        | Abstentions    | 162 | 18,82  |    |   |  |  |
| Votants                  | Votants            | Votants        | 699 | 81,18  |    |   |  |  |
| Blancs et nuls           | Blancs et nuls     | Blancs et nuls | 27  | 3,86   |    |   |  |  |
| Exprimés                 | Exprimés           | Exprimés       | 672 | 96,14  |    |   |  |  |
| * Liste du maire sortant |                    |                |     |        |    |   |  |  |

### Montmorot
- Maire sortant : Robert Choulot (UDI)
- 23 sièges à pourvoir au conseil municipal (population légale 2011 : 3 050 habitants)
- 4 sièges à pourvoir au conseil communautaire (CA Espace communautaire Lons Agglomération)

| Tête de liste            | Tête de liste    | Liste          | Premier tour | Premier tour | Second tour | Second tour | Sièges | Sièges |
| Tête de liste            | Tête de liste    | Liste          | Voix         | %            | Voix        | %           | CM     | CC     |
| ------------------------ | ---------------- | -------------- | ------------ | ------------ | ----------- | ----------- | ------ | ------ |
|                          | André Barbarin   | DVG            | 611          | 44,17        | 761         | 51,45       | 18     | 3      |
|                          | Robert Choulot * | UDI            | 552          | 39,91        | 575         | 38,87       | 4      | 1      |
|                          | Maryse Moulerot  | DVG            | 220          | 15,90        | 143         | 9,66        | 1      |        |
|                          |                  |                |              |              |             |             |        |        |
| Inscrits                 | Inscrits         | Inscrits       | 2 151        | 100,00       | 2 151       | 100,00      |        |        |
| Abstentions              | Abstentions      | Abstentions    | 710          | 33,01        | 623         | 28,96       |        |        |
| Votants                  | Votants          | Votants        | 1 441        | 66,99        | 1 528       | 71,04       |        |        |
| Blancs et nuls           | Blancs et nuls   | Blancs et nuls | 58           | 4,02         | 49          | 3,21        |        |        |
| Exprimés                 | Exprimés         | Exprimés       | 1 383        | 95,98        | 1 479       | 96,79       |        |        |
| * Liste du maire sortant |                  |                |              |              |             |             |        |        |

### Morbier
- Maire sortant : Daniel Flament (DVG)
- 19 sièges à pourvoir au conseil municipal (population légale 2011 : 2 268 habitants)
- 5 sièges à pourvoir au conseil communautaire (CC Haut-Jura Arcade)

|                          | Daniel Flament * | DVG            | 699   | 69,48  | 16 | 5 |  |  |
|                          | Alain Cornu      | UDI            | 307   | 30,51  | 3  |   |  |  |
|                          |                  |                |       |        |    |   |  |  |
| Inscrits                 | Inscrits         | Inscrits       | 1 816 | 100,00 |    |   |  |  |
| Abstentions              | Abstentions      | Abstentions    | 756   | 41,63  |    |   |  |  |
| Votants                  | Votants          | Votants        | 1 060 | 58,37  |    |   |  |  |
| Blancs et nuls           | Blancs et nuls   | Blancs et nuls | 54    | 5,09   |    |   |  |  |
| Exprimés                 | Exprimés         | Exprimés       | 1 006 | 94,91  |    |   |  |  |
| * Liste du maire sortant |                  |                |       |        |    |   |  |  |

### Morez
- Maire sortant : Jean-Paul Salino (UMP)
- 29 sièges à pourvoir au conseil municipal (population légale 2011 : 5 068 habitants)
- 8 sièges à pourvoir au conseil communautaire (CC du Haut Jura)

|                | Laurent Petit  | UMP            | 625   | 100,00 | 29 | 8 |  |  |
|                |                |                |       |        |    |   |  |  |
| Inscrits       | Inscrits       | Inscrits       | 2 357 | 100,00 |    |   |  |  |
| Abstentions    | Abstentions    | Abstentions    | 1 529 | 64,87  |    |   |  |  |
| Votants        | Votants        | Votants        | 828   | 35,13  |    |   |  |  |
| Blancs et nuls | Blancs et nuls | Blancs et nuls | 203   | 24,52  |    |   |  |  |
| Exprimés       | Exprimés       | Exprimés       | 625   | 75,48  |    |   |  |  |

### Mouchard
- Maire sortant : Michel Rochet (DVD)
- 15 sièges à pourvoir au conseil municipal (population légale 2011 : 1 156 habitants)
- 4 sièges à pourvoir au conseil communautaire (CC du Val d'Amour)

|                          | Michel Rochet * | DVD            | 276 | 100,00 | 15 | 4 |  |  |
|                          |                 |                |     |        |    |   |  |  |
| Inscrits                 | Inscrits        | Inscrits       | 737 | 100,00 |    |   |  |  |
| Abstentions              | Abstentions     | Abstentions    | 351 | 47,63  |    |   |  |  |
| Votants                  | Votants         | Votants        | 386 | 52,37  |    |   |  |  |
| Blancs et nuls           | Blancs et nuls  | Blancs et nuls | 110 | 28,50  |    |   |  |  |
| Exprimés                 | Exprimés        | Exprimés       | 276 | 71,50  |    |   |  |  |
| * Liste du maire sortant |                 |                |     |        |    |   |  |  |

### Orchamps
- Maire sortant : Christian Richard (DVG)
- 15 sièges à pourvoir au conseil municipal (population légale 2011 : 1 051 habitants)
- 3 sièges à pourvoir au conseil communautaire (CC Jura Nord)

|                          | Christian Richard * | DVG            | 314 | 100,00 | 15 | 3 |  |  |
|                          |                     |                |     |        |    |   |  |  |
| Inscrits                 | Inscrits            | Inscrits       | 668 | 100,00 |    |   |  |  |
| Abstentions              | Abstentions         | Abstentions    | 283 | 42,37  |    |   |  |  |
| Votants                  | Votants             | Votants        | 385 | 57,63  |    |   |  |  |
| Blancs et nuls           | Blancs et nuls      | Blancs et nuls | 71  | 18,44  |    |   |  |  |
| Exprimés                 | Exprimés            | Exprimés       | 314 | 81,56  |    |   |  |  |
| * Liste du maire sortant |                     |                |     |        |    |   |  |  |

### Orgelet
- Maire sortant : Chantal Labrosse (DVD)
- 19 sièges à pourvoir au conseil municipal (population légale 2011 : 1 639 habitants)
- 9 sièges à pourvoir au conseil communautaire (CC Terre d'Émeraude)

|                | Jean-Luc Allemand | DVG            | 387   | 52,22  | 15 | 7 |  |  |
|                | Agnès Menouillard | DVD            | 354   | 47,77  | 4  | 2 |  |  |
|                |                   |                |       |        |    |   |  |  |
| Inscrits       | Inscrits          | Inscrits       | 1 099 | 100,00 |    |   |  |  |
| Abstentions    | Abstentions       | Abstentions    | 300   | 27,30  |    |   |  |  |
| Votants        | Votants           | Votants        | 799   | 72,70  |    |   |  |  |
| Blancs et nuls | Blancs et nuls    | Blancs et nuls | 58    | 7,26   |    |   |  |  |
| Exprimés       | Exprimés          | Exprimés       | 741   | 92,74  |    |   |  |  |

### Perrigny
- Maire sortant : Christiane Maugain (DVD)
- 19 sièges à pourvoir au conseil municipal (population légale 2011 : 1 535 habitants)
- 2 sièges à pourvoir au conseil communautaire (CA Espace communautaire Lons Agglomération)

|                          | Christiane Maugain * | DVD            | 571   | 100,00 | 19 | 2 |  |  |
|                          |                      |                |       |        |    |   |  |  |
| Inscrits                 | Inscrits             | Inscrits       | 1 160 | 100,00 |    |   |  |  |
| Abstentions              | Abstentions          | Abstentions    | 398   | 34,31  |    |   |  |  |
| Votants                  | Votants              | Votants        | 762   | 65,69  |    |   |  |  |
| Blancs et nuls           | Blancs et nuls       | Blancs et nuls | 191   | 25,07  |    |   |  |  |
| Exprimés                 | Exprimés             | Exprimés       | 571   | 74,93  |    |   |  |  |
| * Liste du maire sortant |                      |                |       |        |    |   |  |  |

### Petit-Noir
- Maire sortant : Serge Lotte (DVG)
- 15 sièges à pourvoir au conseil municipal (population légale 2011 : 1 137 habitants)
- 3 sièges à pourvoir au conseil communautaire (CC de la Plaine Jurassienne)

|                          | Étienne Cordier | DVG            | 334 | 54,48  | 12 | 2 |  |  |
|                          | Serge Lotte *   | DVG            | 279 | 45,51  | 3  | 1 |  |  |
|                          |                 |                |     |        |    |   |  |  |
| Inscrits                 | Inscrits        | Inscrits       | 920 | 100,00 |    |   |  |  |
| Abstentions              | Abstentions     | Abstentions    | 265 | 28,80  |    |   |  |  |
| Votants                  | Votants         | Votants        | 655 | 71,20  |    |   |  |  |
| Blancs et nuls           | Blancs et nuls  | Blancs et nuls | 42  | 6,41   |    |   |  |  |
| Exprimés                 | Exprimés        | Exprimés       | 613 | 93,59  |    |   |  |  |
| * Liste du maire sortant |                 |                |     |        |    |   |  |  |

### Poligny
- Maire sortant : Dominique Bonnet (UMP)
- 27 sièges à pourvoir au conseil municipal (population légale 2011 : 4 209 habitants)
- 19 sièges à pourvoir au conseil communautaire (CC Arbois, Poligny, Salins, Cœur du Jura)

|                          | Dominique Bonnet * | UMP            | 1 200 | 65,11  | 23 | 16 |  |  |
|                          | Jacques Guillot    | PS             | 643   | 34,88  | 4  | 3  |  |  |
|                          |                    |                |       |        |    |    |  |  |
| Inscrits                 | Inscrits           | Inscrits       | 2 831 | 100,00 |    |    |  |  |
| Abstentions              | Abstentions        | Abstentions    | 927   | 32,74  |    |    |  |  |
| Votants                  | Votants            | Votants        | 1 904 | 67,26  |    |    |  |  |
| Blancs et nuls           | Blancs et nuls     | Blancs et nuls | 61    | 3,20   |    |    |  |  |
| Exprimés                 | Exprimés           | Exprimés       | 1 843 | 96,80  |    |    |  |  |
| * Liste du maire sortant |                    |                |       |        |    |    |  |  |

### Prémanon
- Maire sortant : Bernard Regard-Jacobez (DVD)
- 15 sièges à pourvoir au conseil municipal (population légale 2011 : 1 075 habitants)
- 4 sièges à pourvoir au conseil communautaire (CC de la Station des Rousses-Haut-Jura)

|                          | Nolwenn Marchand         | DVD            | 279 | 53,65  | 12 | 3 |  |  |
|                          | Bernard Regard-Jacobez * | DVD            | 241 | 46,34  | 3  | 1 |  |  |
|                          |                          |                |     |        |    |   |  |  |
| Inscrits                 | Inscrits                 | Inscrits       | 781 | 100,00 |    |   |  |  |
| Abstentions              | Abstentions              | Abstentions    | 249 | 31,88  |    |   |  |  |
| Votants                  | Votants                  | Votants        | 532 | 68,12  |    |   |  |  |
| Blancs et nuls           | Blancs et nuls           | Blancs et nuls | 12  | 2,26   |    |   |  |  |
| Exprimés                 | Exprimés                 | Exprimés       | 520 | 97,74  |    |   |  |  |
| * Liste du maire sortant |                          |                |     |        |    |   |  |  |

### Rousses (Les)
- Maire sortant : Bernard Mamet (UDI)
- 23 sièges à pourvoir au conseil municipal (population légale 2011 : 3 150 habitants)
- 11 sièges à pourvoir au conseil communautaire (CC de la Station des Rousses-Haut-Jura)

|                          | Bernard Mamet * | UDI            | 858   | 72,65  | 20 | 10 |  |  |
|                          | Marcel Prost    | DVD            | 323   | 27,34  | 3  | 1  |  |  |
|                          |                 |                |       |        |    |    |  |  |
| Inscrits                 | Inscrits        | Inscrits       | 2 258 | 100,00 |    |    |  |  |
| Abstentions              | Abstentions     | Abstentions    | 946   | 41,90  |    |    |  |  |
| Votants                  | Votants         | Votants        | 1 312 | 58,10  |    |    |  |  |
| Blancs et nuls           | Blancs et nuls  | Blancs et nuls | 131   | 9,98   |    |    |  |  |
| Exprimés                 | Exprimés        | Exprimés       | 1 181 | 90,02  |    |    |  |  |
| * Liste du maire sortant |                 |                |       |        |    |    |  |  |

### Saint-Amour
- Maire sortant : Gérard Jacquier (PS)
- 19 sièges à pourvoir au conseil municipal (population légale 2011 : 2 400 habitants)
- 15 sièges à pourvoir au conseil communautaire (CC Porte du Jura)

|                | Thierry Faivre-Pierret | DVG            | 538   | 52,95  | 15 | 12 |  |  |
|                | Alain Just             | UDI            | 359   | 35,33  | 3  | 3  |  |  |
|                | Jacques Berthault      | UDI            | 119   | 11,71  | 1  |    |  |  |
|                |                        |                |       |        |    |    |  |  |
| Inscrits       | Inscrits               | Inscrits       | 1 589 | 100,00 |    |    |  |  |
| Abstentions    | Abstentions            | Abstentions    | 498   | 31,34  |    |    |  |  |
| Votants        | Votants                | Votants        | 1 091 | 68,66  |    |    |  |  |
| Blancs et nuls | Blancs et nuls         | Blancs et nuls | 75    | 6,87   |    |    |  |  |
| Exprimés       | Exprimés               | Exprimés       | 1 016 | 93,13  |    |    |  |  |

### Saint-Aubin
- Maire sortant : Claude François (PS)
- 19 sièges à pourvoir au conseil municipal (population légale 2011 : 1 766 habitants)
- 2 sièges à pourvoir au conseil communautaire (CA Grand Dole)

|                          | Claude François * | PS             | 604   | 60,03  | 16 | 2 |  |  |
|                          | Jean Foret        | DVD            | 402   | 39,96  | 3  |   |  |  |
|                          |                   |                |       |        |    |   |  |  |
| Inscrits                 | Inscrits          | Inscrits       | 1 263 | 100,00 |    |   |  |  |
| Abstentions              | Abstentions       | Abstentions    | 228   | 18,05  |    |   |  |  |
| Votants                  | Votants           | Votants        | 1 035 | 81,95  |    |   |  |  |
| Blancs et nuls           | Blancs et nuls    | Blancs et nuls | 29    | 2,80   |    |   |  |  |
| Exprimés                 | Exprimés          | Exprimés       | 1 006 | 97,20  |    |   |  |  |
| * Liste du maire sortant |                   |                |       |        |    |   |  |  |

### Saint-Claude
- Maire sortant : Francis Lahaut (PCF)
- 33 sièges à pourvoir au conseil municipal (population légale 2011 : 10 690 habitants)
- 12 sièges à pourvoir au conseil communautaire (CC Haut-Jura Saint-Claude)

| Tête de liste            | Tête de liste          | Liste          | Premier tour | Premier tour | Second tour | Second tour | Sièges | Sièges |
| Tête de liste            | Tête de liste          | Liste          | Voix         | %            | Voix        | %           | CM     | CC     |
| ------------------------ | ---------------------- | -------------- | ------------ | ------------ | ----------- | ----------- | ------ | ------ |
|                          | Francis Lahaut *       | PCF            | 1 471        | 39,24        | 1 927       | 48,68       | 8      | 3      |
|                          | Jean-Louis Millet      | DVD            | 1 180        | 31,48        | 2 031       | 51,31       | 25     | 9      |
|                          | Marie-Christine Dalloz | UMP            | 1 097        | 29,26        |             |             |        |        |
|                          |                        |                |              |              |             |             |        |        |
| Inscrits                 | Inscrits               | Inscrits       | 6 184        | 100,00       | 6 184       | 100,00      |        |        |
| Abstentions              | Abstentions            | Abstentions    | 2 314        | 37,42        | 2 073       | 33,52       |        |        |
| Votants                  | Votants                | Votants        | 3 870        | 62,58        | 4 111       | 66,48       |        |        |
| Blancs et nuls           | Blancs et nuls         | Blancs et nuls | 122          | 3,15         | 153         | 3,72        |        |        |
| Exprimés                 | Exprimés               | Exprimés       | 3 748        | 96,85        | 3 958       | 96,28       |        |        |
| * Liste du maire sortant |                        |                |              |              |             |             |        |        |

### Saint-Laurent-en-Grandvaux
- Maire sortant : Françoise Vespa (UDI)
- 19 sièges à pourvoir au conseil municipal (population légale 2011 : 1 816 habitants)
- 6 sièges à pourvoir au conseil communautaire (CC la Grandvallière)

|                          | Françoise Vespa * | UDI            | 499   | 100,00 | 19 | 6 |  |  |
|                          |                   |                |       |        |    |   |  |  |
| Inscrits                 | Inscrits          | Inscrits       | 1 230 | 100,00 |    |   |  |  |
| Abstentions              | Abstentions       | Abstentions    | 608   | 49,43  |    |   |  |  |
| Votants                  | Votants           | Votants        | 622   | 50,57  |    |   |  |  |
| Blancs et nuls           | Blancs et nuls    | Blancs et nuls | 123   | 19,77  |    |   |  |  |
| Exprimés                 | Exprimés          | Exprimés       | 499   | 80,23  |    |   |  |  |
| * Liste du maire sortant |                   |                |       |        |    |   |  |  |

### Saint-Lupicin
- Maire sortant : Alain Waille (PS)
- 19 sièges à pourvoir au conseil municipal (population légale 2011 : 2 127 habitants)
- 4 sièges à pourvoir au conseil communautaire (CC Haut-Jura Saint-Claude)

|                          | Alain Waille * | PS             | 498   | 100,00 | 19 | 4 |  |  |
|                          |                |                |       |        |    |   |  |  |
| Inscrits                 | Inscrits       | Inscrits       | 1 498 | 100,00 |    |   |  |  |
| Abstentions              | Abstentions    | Abstentions    | 779   | 52,00  |    |   |  |  |
| Votants                  | Votants        | Votants        | 719   | 48,00  |    |   |  |  |
| Blancs et nuls           | Blancs et nuls | Blancs et nuls | 221   | 30,74  |    |   |  |  |
| Exprimés                 | Exprimés       | Exprimés       | 498   | 69,26  |    |   |  |  |
| * Liste du maire sortant |                |                |       |        |    |   |  |  |

### Salins-les-Bains
- Maire sortant : Claude Jourdant (DVD)
- 23 sièges à pourvoir au conseil municipal (population légale 2011 : 2 864 habitants)
- 14 sièges à pourvoir au conseil communautaire (CC Arbois, Poligny, Salins, Cœur du Jura)

|                | Gilles Beder   | DVD            | 595   | 50,33  | 18 | 11 |  |  |
|                | Jacques Girod  | DVD            | 587   | 49,66  | 5  | 3  |  |  |
|                |                |                |       |        |    |    |  |  |
| Inscrits       | Inscrits       | Inscrits       | 1 922 | 100,00 |    |    |  |  |
| Abstentions    | Abstentions    | Abstentions    | 654   | 34,03  |    |    |  |  |
| Votants        | Votants        | Votants        | 1 268 | 65,97  |    |    |  |  |
| Blancs et nuls | Blancs et nuls | Blancs et nuls | 86    | 6,78   |    |    |  |  |
| Exprimés       | Exprimés       | Exprimés       | 1 182 | 93,22  |    |    |  |  |

### Tavaux
- Maire sortant : Jean-Michel Daubigney (DVD)
- 27 sièges à pourvoir au conseil municipal (population légale 2011 : 4 113 habitants)
- 7 sièges à pourvoir au conseil communautaire (CA Grand Dole)

|                          | Jean-Michel Daubigney * | DVD            | 1 381 | 73,37  | 24 | 6 |  |  |
|                          | Philippe Tournier       | DVG            | 501   | 26,62  | 3  | 1 |  |  |
|                          |                         |                |       |        |    |   |  |  |
| Inscrits                 | Inscrits                | Inscrits       | 3 172 | 100,00 |    |   |  |  |
| Abstentions              | Abstentions             | Abstentions    | 1 183 | 37,30  |    |   |  |  |
| Votants                  | Votants                 | Votants        | 1 989 | 62,70  |    |   |  |  |
| Blancs et nuls           | Blancs et nuls          | Blancs et nuls | 107   | 5,38   |    |   |  |  |
| Exprimés                 | Exprimés                | Exprimés       | 1 882 | 94,62  |    |   |  |  |
| * Liste du maire sortant |                         |                |       |        |    |   |  |  |